# Hells Angels
 Der er for få eller ingen kildehenvisninger i denne artikel, hvilket er et problem. Du kan hjælpe ved at angive troværdige kilder til de påstande, som fremføres i artiklen.

 For alternative betydninger, se Hells Angels (flertydig). (Se også artikler, som begynder med Hells Angels)
Hells Angels er en global motorcykelklub, der blev etableret i Fontana i San Bernardino County nær Los Angeles, Californien, den 17. marts 1948, hvor den lokale afdeling – også kaldet charteret – fortsat er aktiv. Inspiration til navnet blevet hentet fra filmen Hell's Angels, på dansk Giganternes kamp, fra 1930 instrueret af Howard Hughes om det engelske Royal Flying Corps fra første verdenskrig. Siden 1957 slog flere og flere grupper sig sammen i Californien under ledelse af Ralph "Sonny" Barger. I løbet af 1960'erne udvidede Hells Angels sig, først i USA, siden også på de andre kontinenter.
I begyndelsen af det 21. århundrede er Hells Angels verdens største og mest kendte rockerorganisation.[kilde mangler] Grundlæggeren af den første klub i Schweiz var Martin "Tino" Schippert. Det er anslået, at rockergruppen har mere end 16.000 "brødre" og "prospects" i 189 lokalafdelinger (chapter) i 22 lande over hele verden. Hells Angels har følgende afdelinger i Danmark: København, Aarhus,Odense, Nyborg, Aalborg, Randers, Kokkedal, Amager, Kastrup og Ishøj.[kilde mangler] I tillæg hertil er flere grupperinger tilknyttet Hells Angels som prospects og hangarounds.
Hells Angels betegner sig som et broderskab.
Rygmærket og navnet Hells Angels er markedsretlig beskyttet. Herved lægger rockergruppen vægt på, at deres navn og symbolik er forbeholdt gruppens medlemmer. Der er konstrueret flere forskellige betegnelser eller omskrivninger af "Hells Angels". For eksempel 81 (for HA), Big Red Machine eller Red & White (efter klubfarverne). Desuden observeres bogstaverne AFFA, Angels Forever, Forever Angels.
Hells Angels (HAMC – Hells Angels Motorcycle Club) var selve symbolet på den «lovløse» (outlaw) biker-modkultur i 1960'erne. Rockergruppen er blevet associeret med voldtægter, racisme og drab.[kilde mangler] Det amerikanske forbundspoliti FBI antager, at Hells Angels indkasserer mere end 1 milliard amerikanske dollars om året på sin verdensomspændende narkotikavirksomhed, prostitution samt hvidvaskning af penge. Hells Angels bestrider anklagerne og hævder, at kriminaliteten er begået af enkeltmedlemmer på eget initiativ og ikke arrangeret af rockergruppen.[kilde mangler]
I Danmark mener politiet, at Hells Angels kontrollerer hashhandlen på Christiania i København.

## AK81
AK81 er en gruppe, der er tilknyttet Hells Angels i Danmark. Navnet står for »Altid Klar – Hells Angels«. Ifølge Rigspolitiet blev AK81 oprettet, fordi Hells Angels er presset af indvandrerbander på narkomarkedet.
Officielt betegner Hells Angels AK81 som en gruppe for de individer, som vil være en del af sammenholdet, men ikke ejer en motorcykel. Ifølge politiet  er AK81 etableret med henblik på at håndtere Hells Angels' "beskidte arbejde" såsom hævnaktioner samt agere bodyguards for ledende medlemmer af Hells Angels. AK81s opgaver er sammenfaldende med at mange medlemmer af AK81 er blevet anholdt for ulovlig våbenbesiddelse.